# Atarba helenae
Atarba helenae är en tvåvingeart som beskrevs av Alexander 1948. Atarba helenae ingår i släktet Atarba och familjen småharkrankar. Inga underarter finns listade i Catalogue of Life.